# Salix characta
Salix characta — вид квіткових рослин із родини вербових (Salicaceae).

## Морфологічна характеристика
Це кущ. Гілочки сірувато-жовто-коричневі чи коричневі, в молодості запушені. Листкова ніжка 1–3(4) мм, ворсинчаста; листкова пластинка ланцетна чи видовжено-ланцетна, рідше довгаста, 3.5(7) × 0.6–1(1.3) см, абаксіально (низ) сірувато-зелена й уздовж середньої жилки ворсинчаста, адаксіально зелена й запушена, обидва кінці гострі, верхівка коротко загострена, край зубчастий, закручений. Сережки 1.5–2.5 см, густо-квіткова; жіноча сережка до 4 см. Коробочка ≈ 4 мм.

## Середовище проживання
Північно-Центральний Китай, Внутрішня Монголія, Цинхай. Населяє гірські схили, долини; на висотах 2200–3200 метрів.